# Yāqūl
Yāqūl (persiska: یاقول) är en ort i Iran.   Den ligger i provinsen Khorasan, i den nordöstra delen av landet, 700 km öster om huvudstaden Teheran. Yāqūl ligger 408 meter över havet och antalet invånare är 189.
Terrängen runt Yāqūl är platt åt sydost, men åt nordväst är den kuperad. Runt Yāqūl är det ganska glesbefolkat, med 28 invånare per kvadratkilometer. Närmaste större samhälle är Chāpeshlū, 19,2 km söder om Yāqūl. Trakten runt Yāqūl består i huvudsak av gräsmarker.